# ديانا مارغريت نابر
ديانا مارغريت نابر (1930-1972) (بالإنجليزية: Diana Margaret Napper)‏ هي عالمة نبات بريطانية.